# James Huneker
James Huneker, né James Gibbons Huneker, né le 31 janvier 1957 à Philadelphie et mort le 9 février 1921 à New York, est un compositeur, journaliste, essayiste, critique littéraire et critique d'art américain.

## Biographie

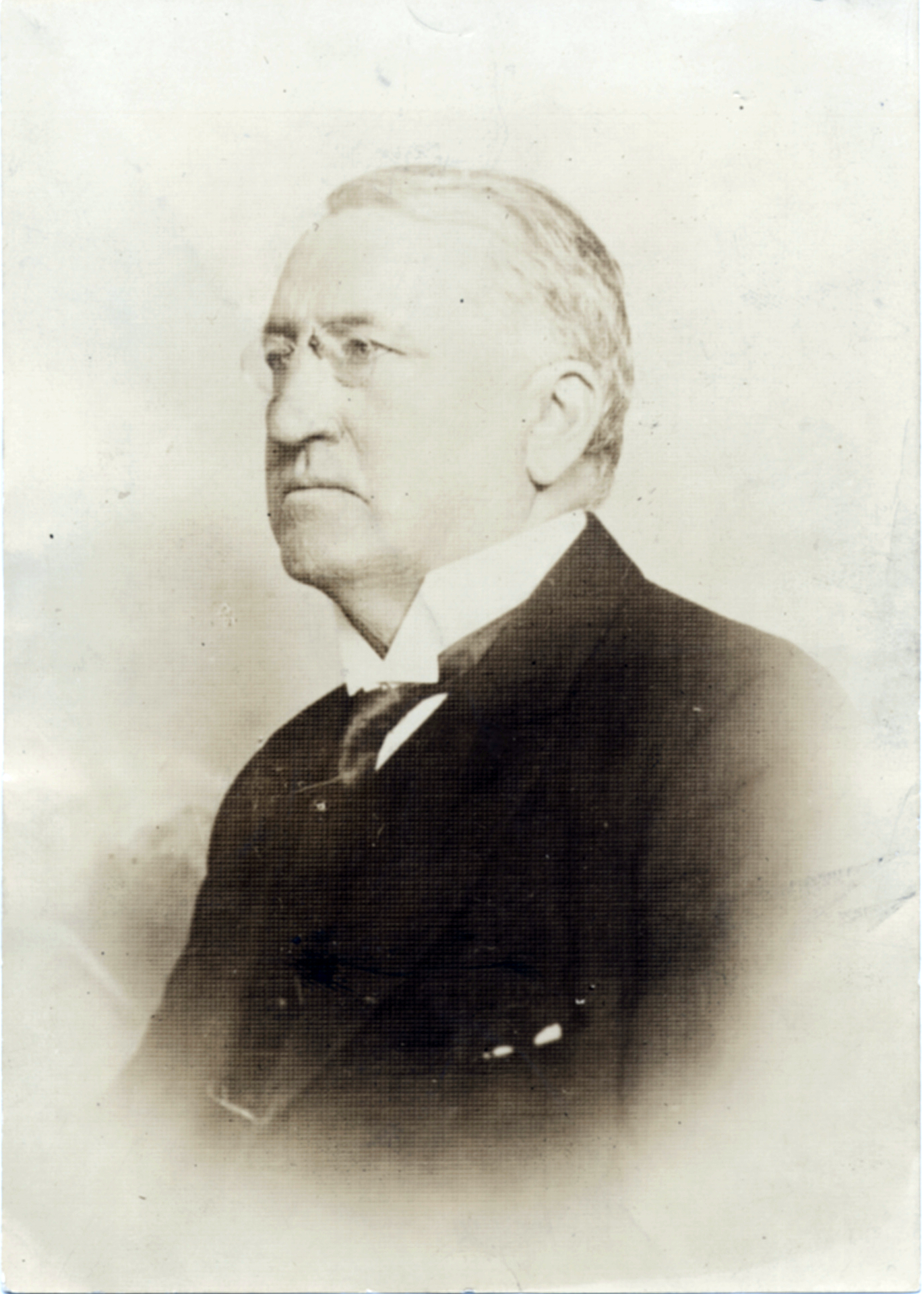
James Huneker en 1915.

## Œuvres
- Mezzotints in Modern Music (1899)
- Chopin: The Man and His Music (1900)
- Melomaniacs (1902)
- Overtones (1904)
- Iconoclasts (1905)
- Visionaries (1905)
- Egoists: A Book of Supermen (1909)
- Promenades of an Impressionist (1910)
- Franz Liszt (1911)
- The Pathos of Distance (1913)
- Old Fogy (1913)
- Ivory Apes and Peacocks (1915)
- New Cosmopolis (1915)
- The Philharmonic Society of New York and its Seventy-Fifth Anniversary: A retrospect (1917)
- Unicorns (1917)
- Bedouins (1920)
- Painted Veils (1920) ; rééd. avec une préface de Benjamin De Casseres (1942)
- Steeplejack (1920)
- Variations  (1921)
- Intimate Letters of James Gibbons Huneker (1924)